# John Slattery
John M. Slattery mladší (* 13. srpna 1962 Boston, Massachusetts, USA) je americký herec, režisér, producent a scenárista. Jeho nejznámější rolí je Roger Sterling v dramatickém seriálu Šílenci z Manhattanu. Za tuto roli si vysloužil čtyři nominace na cenu Emmy, dvě ceny Critics' Choice Television Awards a také spolu s obsazením seriálu vyhrál dvě ceny Screen Actors Guild Award.
V roce 2013 režíroval svůj první celovečerní film s názvem God's Pocket, který napsal společně s Alexem Metcalfem. Film, který je založený na stejnojmenné knize od Peta Dextera z roku 1983, měl v roce 2014 premiéru na Filmovém festivalu Sundance a do distribuce si ho vybrala společnost IFC Films.

## Životopis
Narodil se v Bostonu ve státě Massachusetts do rodiny obchodníka s kůží Johna „Jacka“ Slatteryho a jeho ženy Joan (za svobodna Mulhern). Má pět sourozenců, je irského původu a byl vychován jako katolík. Studoval střední školu St. Sebastian's v Needhamu a v roce 1984 získal bakalářský titul na The Catholic University of America.
Řekl, že jako malý miloval filmy i seriály, zůstával pozdě vzhůru, aby se na ně mohl dívat a kvůli tomu bylo těžké vstávat následující ráno. Jako chlapec snil o tom, že se stane hráčem baseballu.
Je vášnivým sportovcem a mezi jeho oblíbené činnosti patří lyžování a surfing. V roce 1998 se oženil s herečkou Talií Balsam a mají spolu syna Harryho.

## Filmografie

### Film
| Rok  | Název                           | Role                | Poznámky             |
| ---- | ------------------------------- | ------------------- | -------------------- |
| 1995 | Sama proti osudu                | Dwight              | neuveden v titulcích |
| 1996 | Vyšší zájem                     | detektiv George     |                      |
| 1996 | Hallmark Hall of Fame           | Will Kidder         |                      |
| 1996 | Likvidátor                      | Corman, agent FBI   |                      |
| 1996 | Spáči                           | Fred Carlson        |                      |
| 1997 | Feds                            | Michael Mancini     |                      |
| 1997 | Bratři ve zbrani                | Devlin              |                      |
| 1997 | Red Meat                        | Stefan              |                      |
| 1998 | Vůle přežít                     | šerif Johnson       |                      |
| 1998 | Muž bez kůže                    | Ferris              |                      |
| 1998 | "Defektiv" BOONE                | Kevin Murphy        |                      |
| 2000 | Traffic – nadvláda gangů        | ADA Dan Collier     |                      |
| 2001 | Sam the Man                     | Maxwell Slade       |                      |
| 2002 | Česká spojka                    | Roland Yates        |                      |
| 2003 | Přednosta                       | David               |                      |
| 2003 | Úsměv Mony Lisy                 | Paul Moore          |                      |
| 2004 | Noise                           | detektiv Rutherford |                      |
| 2004 | Hříšný tanec 2                  | Bert Miller         |                      |
| 2006 | The Situation                   | Colonel Carrick     |                      |
| 2006 | Vlajky našich otců              | Bud Gerber          |                      |
| 2007 | Superpes                        | starosta            |                      |
| 2007 | Reservation Road                | Steve Cutter        |                      |
| 2007 | Soukromá válka pana Wilsona     | Cravely             |                      |
| 2010 | Iron Man 2                      | Howard Stark        |                      |
| 2011 | Správci osudu                   | Richardson          |                      |
| 2011 | Return                          | Bud                 |                      |
| 2012 | In Our Nature                   | Gil                 |                      |
| 2013 | Ptáče                           | Richard             |                      |
| 2015 | Méďa 2                          | Shep Wild           |                      |
| 2015 | Ant-Man                         | Howard Stark        | cameo                |
| 2015 | Spotlight                       | Ben Bradlee mladší  |                      |
| 2016 | Captain America: Občanská válka | Howard Stark        |                      |

### Televize
| Rok       | Název                                                   | Role                   | Poznámky                                       |
| --------- | ------------------------------------------------------- | ---------------------- | ---------------------------------------------- |
| 1988      | Dirty Dozen: The Series                                 | Dylan Leeds            | 7 epizod                                       |
| 1989      | Případy otce Dowlinga                                   | Doug                   | Epizoda: „The Man Who Came to Dinner Mystery“  |
| 1991      | The Company II: Oběti                                   | Graham Parker          | Epizoda: „Sacrifices - Part 2“                 |
| 1991      | China Beach                                             | Dr. Bob                | Epizoda: „Hello Goodbye"                       |
| 1991      | Before the Storm                                        | Graham Parker          | Televizní film                                 |
| 1991      | The Company                                             | Graham Parker          | Televizní film                                 |
| 1991–93   | Mírová bojiště                                          | Al Kahn                | 38 epizod                                      |
| 1995      | Ned a Stacey                                            | Sam                    | Epizoda: „Threesome“                           |
| 1998      | Ze Země na Měsíc                                        | Walter Mondale         | Epizoda: „Apollo One“                          |
| 1998      | Správná pětky                                           | Jay Mott               | 2 epizody                                      |
| 1998      | Becker                                                  | Peter                  | Epizoda: „Man Plans, God Laughs“               |
| 1998–99   | Maggie                                                  | Dr. Richard Meyers     | 11 epizod                                      |
| 1998      | Právo a pořádek                                         | Arlen Levitt           | Epizoda: „Tabloid“                             |
| 1999      | Will a Grace                                            | Sam Truman             | 2 epizody                                      |
| 1999–2000 | Soudkyně Amy                                            | Michael Cassidy        | 3 epizody                                      |
| 2000      | Sex ve městě                                            | Bill Kelley            | 2 epizody                                      |
| 2000      | Právo a pořádek                                         | doktor Richard Shipman | Epizoda: „Stiff“                               |
| 2001–02   | Ed                                                      | Dennis Martino         | 17 epizod                                      |
| 2002      | Smrt v rodině                                           | Jay Follett            | Televizní film                                 |
| 2003      | K Street                                                | Tommy Flannegan        | 10 episodes                                    |
| 2004      | Příběh Brooke Ellisonové                                | Ed Ellison             | Televizní film                                 |
| 2004–05   | Jack & Bobby                                            | Peter Benedict         | 21 epizod                                      |
| 2007      | Zoufalé manželky                                        | Victor Lang            | 14 epizod                                      |
| 2007–15   | Šílenci z Manhattanu                                    | Roger Sterling         | 75 epizod                                      |
| 2009–13   | Cleveland show                                          | starosta Larry Box     | 3 epizody                                      |
| 2010      | Studio 30 Rock                                          | Steven Austin          | Epizoda: „Brooklyn Without Limits“             |
| 2011      | Simpsonovi                                              | Robert Marlowe         | Epizoda: „Muž v modrých flanelových kalhotách“ |
| 2013      | Arrested Development                                    | doktor Norman          | 3 epizody                                      |
| 2015      | Center of Attention: The Unreal Life of Derek Sanderson | vypravěč               | 1 epizoda                                      |
| 2015      | Wet Hot American Summer: First Day of Camp              | Claude Dumet           |                                                |

### Videohry
| Rok  | Název      | Role             | Poznámky |
| ---- | ---------- | ---------------- | -------- |
| 2012 | Dishonored | admirál Havelock |          |

### Jako režisér
- God's Pocket (2014)

## Ocenění a nominace
| Rok  | Ocenění                          | Kategorie                                             | Práce                | Výsledek  |
| ---- | -------------------------------- | ----------------------------------------------------- | -------------------- | --------- |
| 2011 | Critics' Choice Television Award | Nejlepší herec ve vedlejší roli v dramatickém seriálu | Šílenci z Manhattanu | Nominován |
| 2012 | Critics' Choice Television Award | Nejlepší herec ve vedlejší roli v dramatickém seriálu | Šílenci z Manhattanu | Nominován |
| 2008 | Screen Actors Guild Award        | Nejlepší výkon obsazení komediálního seriálu          | Zoufalé manželky     | Nominován |
| 2009 | Screen Actors Guild Award        | Nejlepší výkon obsazení dramatického seriálu          | Šílenci z Manhattanu | Vyhrál    |
| 2010 | Screen Actors Guild Award        | Nejlepší výkon obsazení dramatického seriálu          | Šílenci z Manhattanu | Vyhrál    |
| 2011 | Screen Actors Guild Award        | Nejlepší výkon obsazení dramatického seriálu          | Šílenci z Manhattanu | Nominován |
| 2013 | Screen Actors Guild Award        | Nejlepší výkon obsazení dramatického seriálu          | Šílenci z Manhattanu | Nominován |
| 2008 | Cena Emmy                        | Nejlepší herec ve vedlejší roli v dramatickém seriálu | Šílenci z Manhattanu | Nominován |
| 2009 | Cena Emmy                        | Nejlepší herec ve vedlejší roli v dramatickém seriálu | Šílenci z Manhattanu | Nominován |
| 2010 | Cena Emmy                        | Nejlepší herec ve vedlejší roli v dramatickém seriálu | Šílenci z Manhattanu | Nominován |
| 2011 | Cena Emmy                        | Nejlepší herec ve vedlejší roli v dramatickém seriálu | Šílenci z Manhattanu | Nominován |